# (4848) Tutenchamun
(4848) Tutenchamun ist ein Asteroid des Hauptgürtels, der am 30. September 1973 vom Forscherteam Cornelis Johannes van Houten und Tom Gehrels im Rahmen des Palomar-Leiden-Surveys entdeckt wurde.
Der Asteroid ist nach dem ägyptischen Pharao Tutanchamun benannt.